# الصحة والبطلان
الصحة والبطلان في أصول الفقه؛ نوع من أنواع الحكم الشرعي ويدخل ضمن خطاب الوضع. ويتعلق بالعبادات مثل: الصلاة، والصيام، والمعاملات مثل: البيع، والمعاوضة الربوية، وغير ذلك. ويتضمن: القواعد التي تحدد الشروط اللازم توفرها لما يحكم بصحته أو بطلانه. فالصحة:  موافقة الفعل للشرع، ويقابله: البطلان وهو: مخالف الفعل للشرع.

## تعريف
الصحة: هي ما وافق الشرع، بغض النظر وجب القضاء على صاحبه أو لم يجب، وتدخل الصحة في العبادات والعقود، لكن فرق الحنفية بين العبادات والمعاملات في تعريف، فذكروا أن الصحة في العبادات: اندفاع وجوب القضاء، بمعنى عدم وجوب قضاء العبادة مرة أخرى، فيجب عندهم أن تتم العبادة مستوفية الأركان والشروط حتى يحكم بصحتها، فمن صلى وهو يظن أنه متطهر ثم تبيَّن أنه قد انتقض وضوؤه فصلاته صحيحة عند الجمهور، ويجب عليه قضاء الصلاة بأمر متجدد، أما الحنفية فيرون أن الصلاة غير صحيحة من الأساس لعدم اندفاع القضاء.
وذهب الحنفية إلى أن الصحة في المعاملات هي: ترتب أثر المعاملات، وهو ما شرعت من أجله، كحل الانتفاع في عقد البيع، أو الاستمتاع في عقد النكاح.
البطلان (الفساد): هو في اللغة نقيض الصلاح، وقد عرفه جمهور الفقهاء بأنه مخالفةُ الفعلِ الشرعَ بحيث لا تترتب عليه الآثار ولا يسقط القضاء في العبادات.

## الفرق بين الفساد والبطلان
لا يفرق جمهور العلماء بين الفساد والبطلان، فعندهم هما مصطلحان مترادفان، باستثناء الأحناف. 
بينما فرقت باقي المذاهب في مواضع قليلة بين الفساد والبطلان، ولم تفرق في عموم العبادات، حيث فرق المالكية في بين الفساد والبطلان في عقود القراض والمساقاة، وفرق الشافعية بينها في الحج والخلع والكتابة والعارية، وفرق الحنابلة بينها في الحج والنكاح والوكالة والإجارة والشركة والمضاربة، وأمورٍ أخرى.
فالفساد عند الحنفية ما كان مشروعًا بأصله غير مشروعٍ بوصفه. بخلاف البطلان فعندهم هو ما كان غير مشروعٍ بأصله ولا بوصفه. ففي الفساد يُصلح الأمر المفسد وتبقى الآثار، وتسري العبادة أو العقد، بينما في البطلان لا يترتب على الأمر الباطل شيء، فيعد كأن لم يكن.
ومن أمثلة ذلك بيع شخصٍ لآخر بيعًا مقترنًا بشرطٍ، فهذا عند الأحناف بيع فاسد، لكن يبقى العقد صحيحًا إنما بصفة الفساد والحرمة، ولا يبطل العقد. في حين عندما يبطل البيع يبطل العقد أساسًا، ولا يكون المبيع ملكًا للمشتري.
من الأمثلة الأخرى، العقد الباطل كبيع خمر أو لحم خنزير. فلا ينفذ العقد.
أما الفاسد فينفذ العقد في حال رفع سبب الفساد، كبيعٍ دون تحديد أجل السداد، فالبيع يمضي، لكن يجب تحديد أجل السداد.

## مسببات بطلان وفساد العبادة
تفسد العبادة بأمورٍ عدة:
1. إغفال أحد شروط صحة العبادة، فتنتفي الصحة فيبطل الفعل، ومثل ذلك عدم ستر العورة أثناء الصلاة، أو عدم استقبال القبلة.
2. ترك أحد الأركان التي تقوم بها العبادة. ومثل ذلك ترك السجود في الصلاة دون عذر يبرره.
3. ارتكاب فعل يُفسد العبادة، كفعل منهيٍ عنه أثناء أدائها، مثل القيام بالأكل أو الشرب أثناء الصلاة.
4. إبطال نية العبادة أثناء القيام بها، كالعزم على قطعها.
5. مخالفة النهي عن أمرٍ ما، كالنهي عن صيام يوم العيد.

## الأثر المترتب على الفساد
يترتب على فساد العبادة (والمعاملات) في حق المكلف ما يلي:
1. بقاء تأدية العبادة واجبًا على المكلف إن كانت واجبة، فعليه قضاؤها إن كان لها وقتٌ محدد وقد خرج وقتها، وإن كان قطعها يعيدها، كالصلاة مثلًا.
2. تأدية الكفارة في العبادات والمعاملات التي حكم الشرع بكفارةٍ فيها.
3. عدم المضي في الفساد الذي فعله.
4. قد يترتب على فساد عبادة فساد عبادةٍ أخرى، فعلى المكلف إعادة العبادتين لفسادهما معًا، ومن أمثلة ذلك أن الضحك في الصلاة يبطل الصلاة ويفسد الوضوء عند الأحناف، فعلى المكلف إعادتهما.
5. في بعض الأحيان تُسترد الزكاة إن أعطيت لغير مستحقها.